# Делта Форс (филм)
„Делта Форс“ (на английски: The Delta Force) е американски филм от 1986 година.

## Сюжет
Пътнически самолет Боинг 707 е отвлечен в Атина (курс от Атина за Рим и след това Ню Йорк). Терористите искат пилота да отлети към Бейрут. Специалните части с майор Маккой (Норис) и полковник Александър (Марвин) са повикани за да спасят заложниците и да се справят с терористите.